# Sjödalen-Fullersta
Sjödalen-Fullersta est une communauté urbaine de la ville de Stockholm, en Suède.

## Galerie

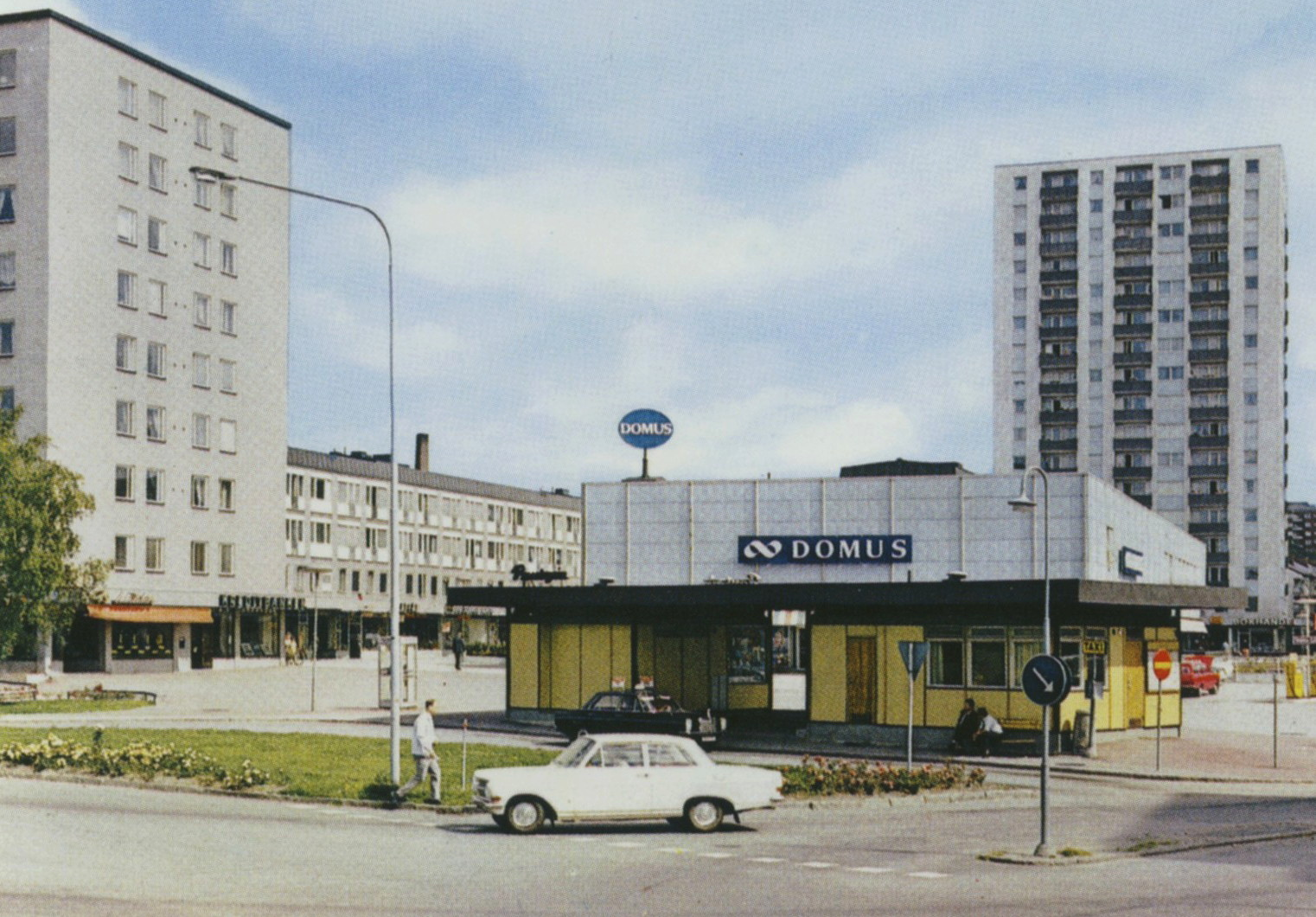
Le centre d'Huddinge est situé à Sjödalen-Fullersta, une photo des années 1960.
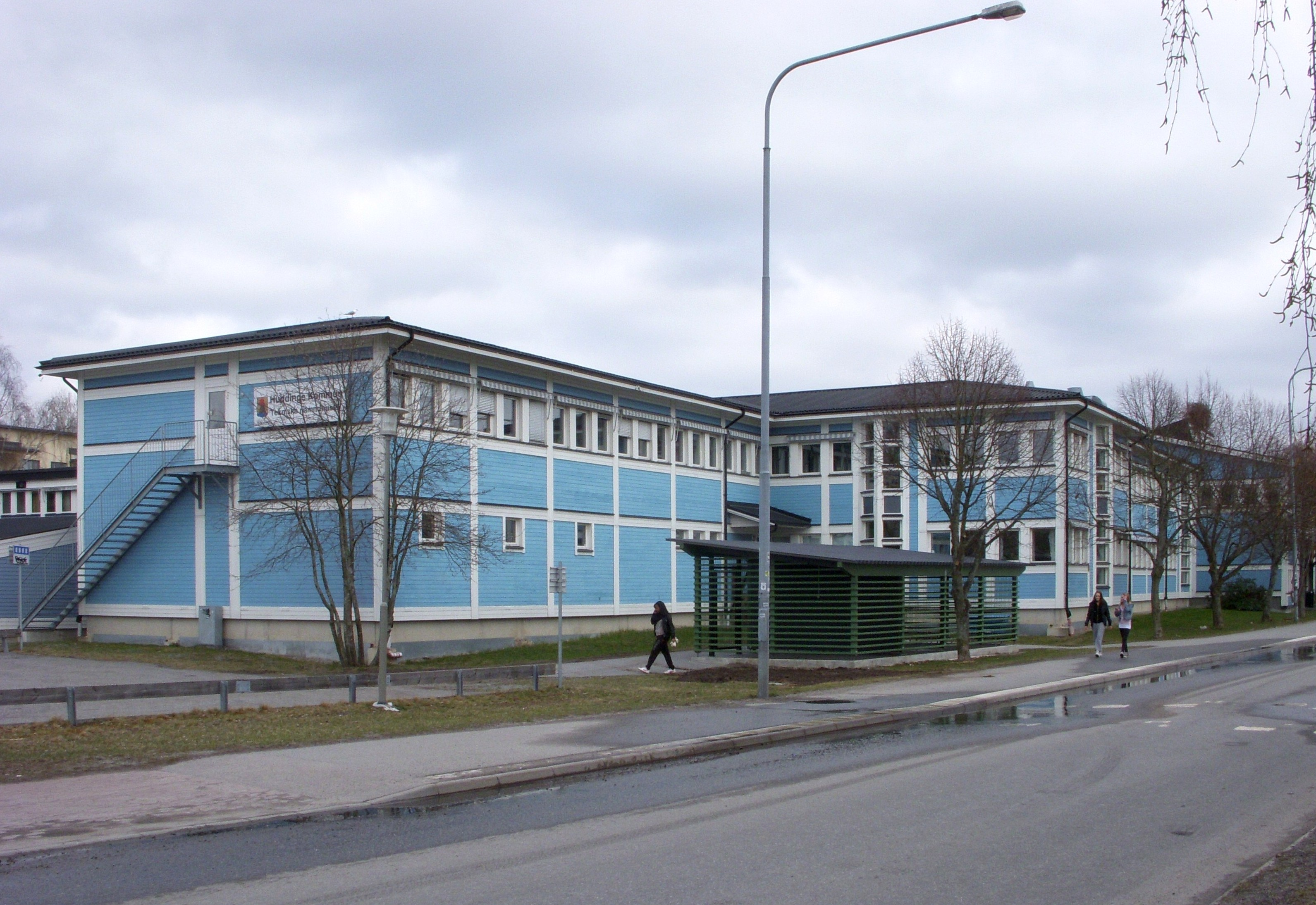
Bureau Technique, Sjödalsvägen.
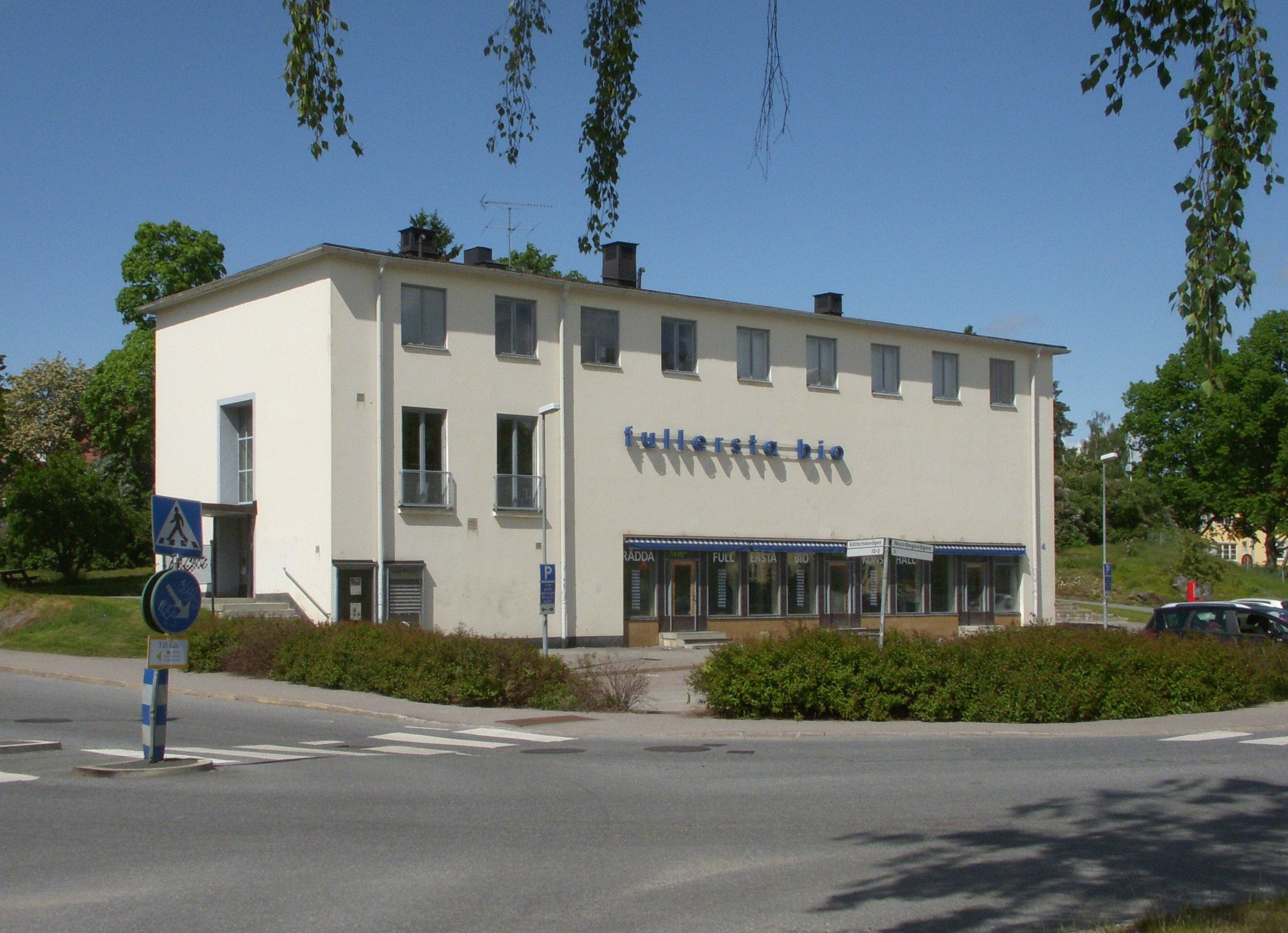
Photo 2012